# Малая Ольшанка (Белоцерковский район)
Ма́лая О́льшанка (укр. Мала́ Ві́льшанка) — село, входит в Белоцерковский район Киевской области Украины.
Население по переписи 2001 года составляло 1852 человека.

## Местный совет
09175, Киевская обл., Белоцерковский р-н, с. Малая Ольшанка, ул. Победы, 24